# Peugeot Typ 77
Der Peugeot Typ 77 ist ein frühes Automodell des französischen Automobilherstellers Peugeot, von dem 1905 im Werk Audincourt 306 Exemplare produziert wurden.
Die Fahrzeuge besaßen einen Zweizylinder-Viertaktmotor, der vorne angeordnet war und über Kette die Hinterräder antrieb. Der Motor leistete aus 1817 cm³ Hubraum 10 PS.
Es gab die Modelle 77 A, 77 B und 77 Z. Bei einem Radstand von wahlweise 225 cm, 256 cm oder 276 cm betrug die Spurbreite 131,6 cm. Die Karosserieformen Tonneau, Doppelphaeton und Landaulet boten Platz für vier Personen.